# مرض منتشر
المرض المنتشر أو المرض المنتثر (بالإنجليزية: Disseminated disease)‏ يشير إلى عملية انتشار المرض وغالباًً ما يكون مرض معدي أو ورم، و يميز أيضاً مرض النسيج الضام.
على سبيل المثال العدوى المنتشرة تتجاوز المكان الأصلي لها أو البؤرة المرضية ليكتنف مجرى الدم ويصيب أجزاء أخرى من الجسم، وعلى سبيل المثال يمكن النظر إلى السرطان الانبثاثي كمرض منتشر كما العدوى المنتشرة لئنها تنتشر إلى مجرى الدم أو إلى الجهاز اللمفي ويصيب مناطق بعيدة ( تعرف العملية بالانبثاث).
انتشار المرض غالباً ما يناقض أعراض المرض الموضعي.